# Talladega (Alabama)
Talladega é uma cidade localizada no estado americano de Alabama, no Condado de Talladega.

## Demografia
Segundo o censo americano de 2000, a sua população era de 15.143 habitantes.
Em 2006, foi estimada uma população de 17.131, um aumento de 1988 (13.1%).

## Geografia
De acordo com o United States Census Bureau, a localidade tem uma área de 62,0 km², dos quais 61,8 km² cobertos por terra e 0,2 km² cobertos por água. Talladega localiza-se a aproximadamente 187 m acima do nível do mar.

## Localidades na vizinhança
O diagrama seguinte representa as localidades num raio de 24 km ao redor de Talladega.